# Маркиза (архитектура)
Марки́за (фр. une marquise) — термин французского происхождения, называющий архитектурный элемент фасада здания; лёгкий, крытый железом или стеклом колпак или навес, иногда устраиваемый над входными дверями зданий (театров, вокзалов и отелей) и защищающий их от дождя и снега.
Во многих языках, включая русский, термин распространился также на складные парусиновые или полотняные наружные навесы над окнами, которые убираются в пасмурную погоду и используются в ясную для защиты от солнечных лучей. Однако в современной Франции подобные навесы имеют собственное название — pare-soleil или brise-soleil (солнцезащитный козырёк).

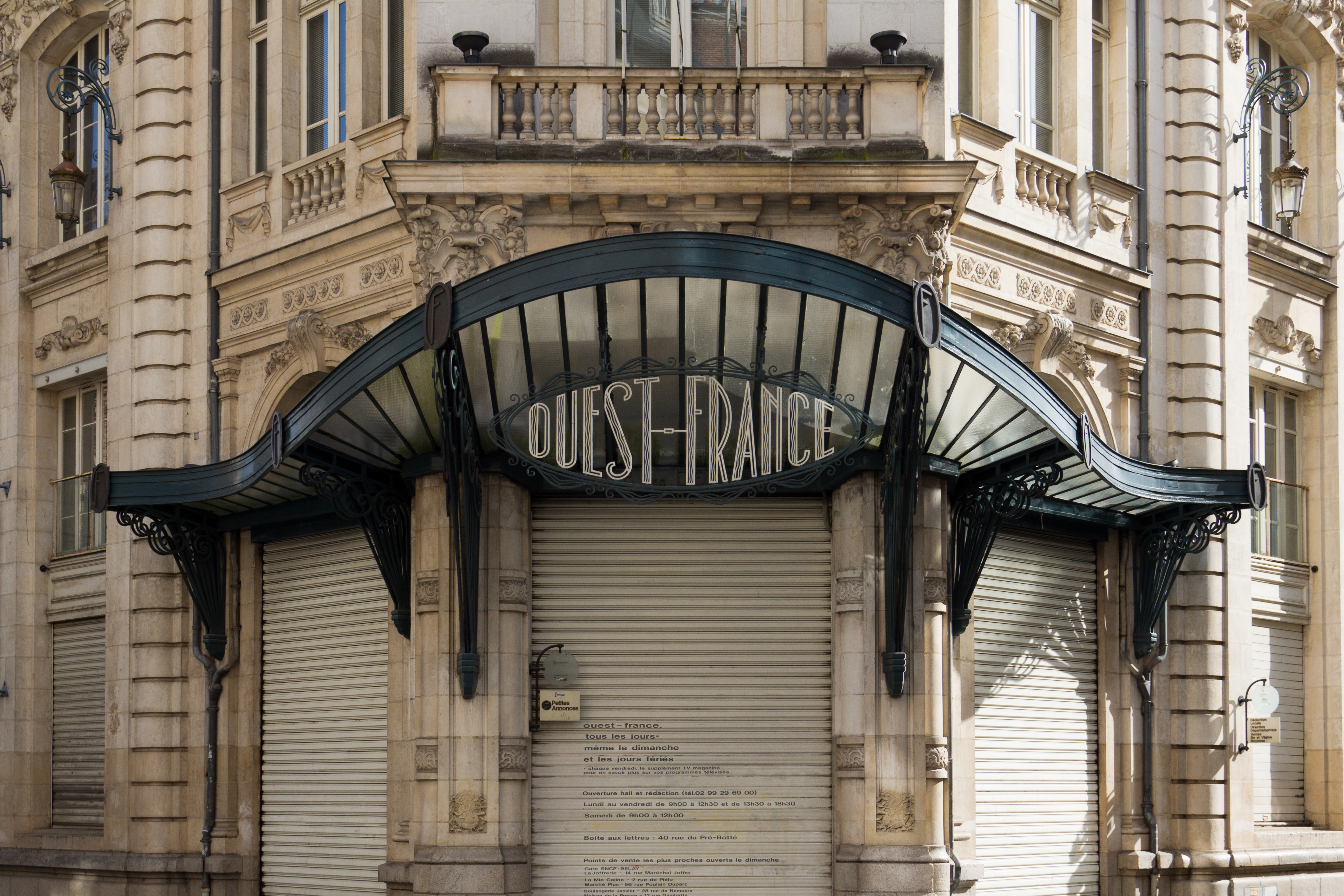
Маркиза над закрытым входом здания в Ренне (1899)
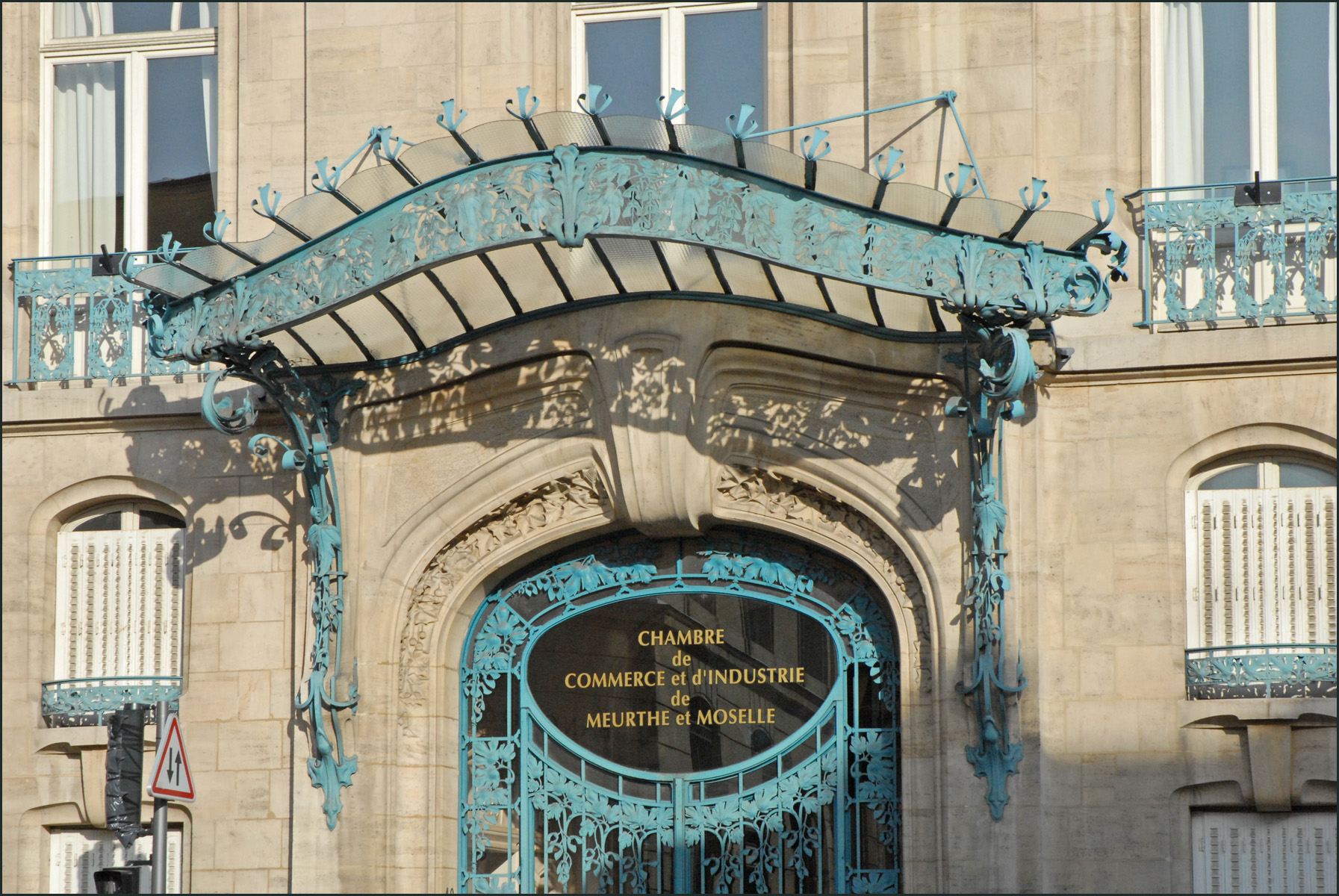
Маркиза здания в Нанси (1909)
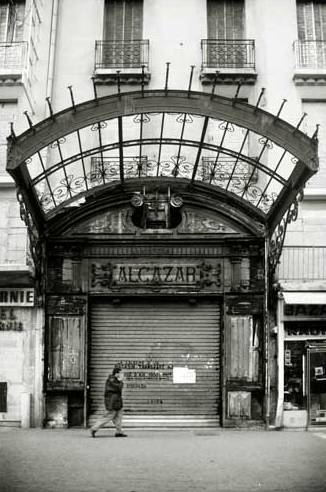
Маркиза над входом в бывший зрительный зал «Альказар», Марсель
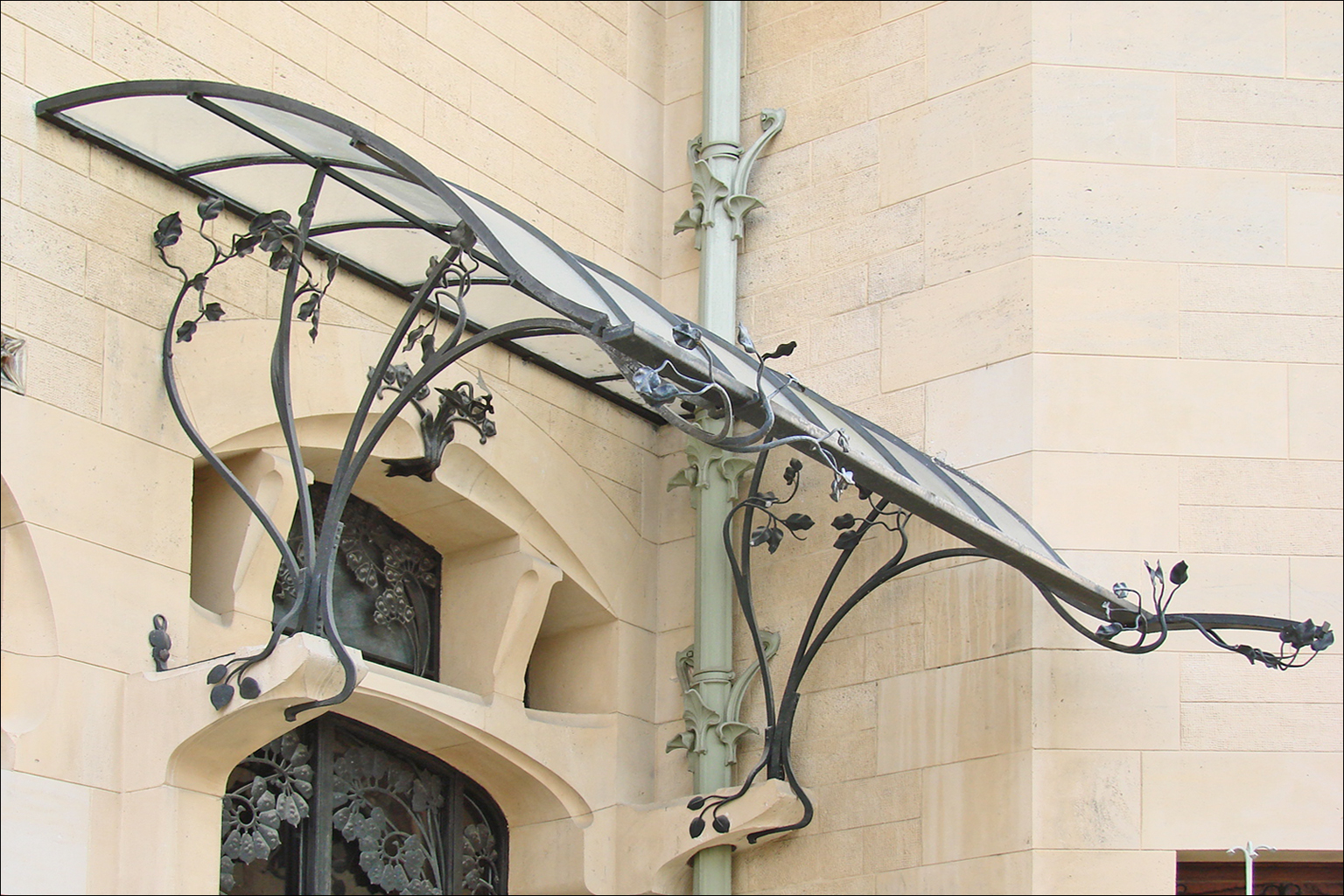
Маркиза в стиле ар-нуво, вилла Мажорель (1902), Нанси